# Dol
|  | Per a altres significats, vegeu «dol (dret)». |

|  | Per a altres significats, vegeu «Dol (Croàcia)». |

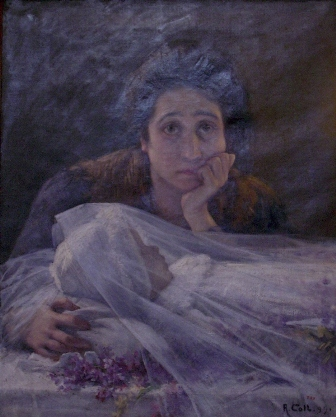
Dolor sense llàgrimes. Escena de dol per la mort d'un infant.

El dol és el procés psicològic que acompanya la mort d'un ésser proper (extensible a una pèrdua equiparable) i que suposa un seguit d'alteracions en l'equilibri emocional de qui sobreviu.
Tot i que les manifestacions externes del dol depenen de factors culturals, hi ha un seguit de fases habituals en el procés (no tothom les ha de passar totes). La primera pot implicar la negació de l'esdeveniment, especialment si la mort ha estat inesperada o traumàtica, i suposa un xoc emocional; la persona sap racionalment que s'ha esdevingut la mort, però no manifesta una reacció a aquesta. Pot allargar-se fins a dos mesos, en casos de més durada pot requerir atenció especialitzada. La segona fase és la de la tristor profunda, en què la mort ocupa el centre dels pensaments dels que sobreviuen i està acompanyada d'episodis de plor o records obsessius. La tercera fase és la d'acomodació, que alterna episodis de pena amb la vida quotidiana i pot incloure pensaments irracionals momentanis (com pensar que el finat tornarà). La quarta fase és la d'acceptació de la pèrdua, que queda incorporada al procés vital. Tot el procés dura de mitjana una mica més d'un any.
La vivència del dol amb més o menys intensitat depèn del tipus de mort, de la relació amb la persona morta, de l'autonomia emocional dels supervivents i del suport d'altres persones properes, entre altres factors. El dol serà crònic quan es prolongui en excés, no s'aconsegueix assumir la pèrdua i apareixen conductes desadaptatives. Es considerà que el dol és exagerat quan comporti una reacció emocional tan intensa que pugui acabar en una depressió greu o fins i tot en l'addicció a substàncies tòxiques. En aquests casos caldrà una intervenció professional específica. La falta de dol es donarà en les situacions en què la persona mantingui una vida aparentment normal i o mostri cap reacció emocional visible.
En algunes cultures està regulat el temps de dol, que es pot acompanyar de rituals especials, per exemple vestir roba de color negre durant els mesos posteriors a una mort a la família.

## Fórmules de condolença
- T'/Us acompanyo en el sentiment
- Molts anys que pugues (o puga, o puguem, o pugueu, etc.) pregar per a ell
- Déu vos do conformança per a suportar tal pèrdua